# I liga paragwajska w piłce nożnej (2000)
Mistrzem Paragwaju został klub Club Olimpia, natomiast wicemistrzem Paragwaju - Club Guaraní.
Sezon podzielony został na dwa turnieje - Apertura i Clausura. Zwycięzcy obu turniejów mieli zmierzyć się o mistrzostwo kraju, a zwycięzca miał zdobyć tytuł mistrza, natomiast przegrany tytuł wicemistrza Paragwaju. Ponieważ w tym sezonie oba turnieje wygrał ten sam klub, konieczne było rozegranie meczu o tytuł wicemistrza kraju między wicemistrzami turniejów Apertura i Clausura.
Do turniejów międzynarodowych zakwalifikowały się następujące kluby:
- Copa Mercosur 2000: Cerro Porteño, Club Olimpia
- Copa Libertadores 2001: Club Olimpia, Club Guaraní, Cerro Porteño

Do drugiej ligi spadł klub Universal Encarnación, a na jego miejsce awansował Club Libertad.

## Torneo Apertura 2000

### Apertura 1
| Mecze |
| --- |
| Club Sol de América - Atlético Colegiales 1:4 Fabián Caballero 25 - Enrique Saucedo 15, 82, Edgar Dennis 24, 53 |
| Sportivo San Lorenzo - Club Guaraní 1:0 Juan Esteban Peralta 73                                                 |
| 12 de Octubre Itaugua - Cerro Corá Asunción 2:1 Luis Torres 46, 64 - Kevin Diaz 37                              |
| Cerro Porteño - Sportivo Luqueño 0:0                                                                            |
| Universal Encarnación - Club Olimpia 1:1 Elvio Sandoval 11 - Walter Avalos 73                                   |

### Apertura 2
| Mecz |
| --- |
| Atlético Colegiales - Universal Encarnación 3:2 Enrique Saucedo 13, 51, Edgar Dennis 79 - Jorge Fernández 71, 90       |
| Sportivo Luqueño - Sportivo San Lorenzo 0:2 Julio Colmán 58, 63                                                        |
| Cerro Porteño - 12 de Octubre Itaugua 2:1 Alejandro da Silva 23, Edgar Baez 64 - Elvis Marecos 33                      |
| Club Guaraní - Club Sol de América 2:2 Miguel Cáceres 14, Alexandro Umpierrez 21 - J. Zorrilla 43, Fabián Caballero 83 |
| Club Olimpia - Cerro Corá Asunción 3:1 Luis Monzón 27, 43 Gabriel González 72 - Javier González 76                     |

### Apertura 3
| Mecz |
| --- |
| 12 de Octubre Itaugua - Club Olimpia 0:1 Richart Baez 59                                                                                                   |
| Cerro Corá Asunción - Atlético Colegiales 2:0 Javier González 75, Eumelio Palacios 85                                                                      |
| Universal Encarnación - Club Guaraní 2:5 Ricardo Troche 44, Luis Amarilla 86 - Osvaldo Diaz 6, 34, Miguel Cáceres 27, Víctor Avalos 37, Nestor Espinoza 89 |
| Sportivo San Lorenzo - Cerro Porteño 1:1 Angel Antar 90 - Francisco Ferreira 45                                                                            |
| Club Sol de América - Sportivo Luqueño 3:1 Fabián Caballero, Roland Gaona (2) - ?                                                                          |

### Apertura 4
| Mecz                                                                                                   |
| --- |
| Club Olimpia - Atlético Colegiales 2:0 Marcial Garay 35, Walter Avalos 85                              |
| Cerro Porteño - Club Sol de América 1:2 Osvaldo Cohener 9 - Fabián Caballero 24, Christian Esquivel 63 |
| Club Guaraní - Cerro Corá Asunción 3:0 Miguel Cáceres 18, Osvaldo Diaz 52, Lorenzo Ojeda 85            |
| Sportivo Luqueño - Universal Encarnación 2:1 Isidro Candia 61, Jorge Lopez 75 - Miguel Chamorro 76     |
| Sportivo San Lorenzo - 12 de Octubre Itaugua 0:0                                                       |

### Apertura 5
| Mecz |
| --- |
| Universal Encarnación - Cerro Porteño 0:2 Juan Manuel Sara 9, Sergio Recalde 59                         |
| Club Sol de América - Sportivo San Lorenzo 1:0 Roland Gaona Pascottini 84                               |
| 12 de Octubre Itaugua - Atlético Colegiales 2:1 Elvis Marecos 24, Luis Torres 48 - Melciades Barrios 72 |
| Cerro Corá Asunción - Sportivo Luqueño 0:1 Oswaldo Meza 38                                              |
| Club Olimpia - Club Guaraní 0:0                                                                         |

### Apertura 6
| Mecz |
| --- |
| Sportivo Luqueño - Club Olimpia 2:4 Osvaldo Meza 16, Diego Centurion 79 - Luis Monzon 14, 25, Juan Yegros 45, Virginio Cáceres 89 |
| Cerro Corá Asunción - Cerro Porteño 1:1 Máximo Gimenez 65 - Virgilio Ferreira 5                                                   |
| Club Guaraní - Atlético Colegiales 2:1 Miguel Cáceres 63, Harles Bourdier 78 - Victor Ortiz 5                                     |
| Club Sol de América - 12 de Octubre Itaugua 1:1 Richard Martinez 46 - Nestor Cáceres 11                                           |
| Sportivo San Lorenzo - Universal Encarnación 1:1 Gerardo Traverso 22 - Jorge Fernández 26                                         |

### Apertura 7
| Mecz |
| --- |
| 12 de Octubre Itaugua - Club Guaraní 0:2 Mario Ramirez, Anibal Moreno s                                    |
| Cerro Corá Asunción - Sportivo San Lorenzo 0:1 Gerardo Traverso 6                                          |
| Atlético Colegiales - Sportivo Luqueño 2:1 Miguel Acosta 31 og, Gabriel Estigarribia 38 - Isidro Candia 90 |
| Club Olimpia - Cerro Porteño 2:2 Juan Carlos Benitez 5, 45 - Virgilio Ferreira 41, Juan Manuel Sara 78     |
| Universal Encarnación - Club Sol de América 0:1 Fabian Caballero 32                                        |

### Apertura 8
| Mecz |
| --- |
| Cerro Porteño - Atlético Colegiales 1:1 Juan Manuel Sara 65 - Edgar Denis 51                                                                     |
| Sportivo Luqueño - Club Guaraní 0:0 |
| Sportivo San Lorenzo - Club Olimpia 2:5 Edgar Robles 10, 60 - Richart Baez 7, Juan Carlos Benítez 13, 90, Angel Antar 23 s, Gilberto Palacios 89 |
| Club Sol de América - Cerro Corá Asunción 3:0 Roland Gaona Pascottini 46, Fabián Caballero 67, 90k                                               |
| Universal Encarnación - 12 de Octubre Itaugua 2:1 Jorge Fernández 28, Elbio Sandoval 39 - Leo Bogado 51                                          |

### Apertura 9
| Mecz                                                                                           |
| ---------------------------------------------------------------------------------------------- |
| Club Guaraní - Cerro Porteño 2:0 Victor Cabrera 2, Miguel Caceres 34                           |
| Club Olimpia - Club Sol de América 2:0 Richart Baez 22, Gabriel Gonzalez 78                    |
| 12 de Octubre Itaugua - Sportivo Luqueño 2:1 Aniceto Rivas 45, N Caceres 50 - Nelson Duarte 49 |
| Cerro Corá Asunción - Universal Encarnación 2:0 D Santa Cruz 45, Kevin Diaz 57                 |
| Atlético Colegiales - Sportivo San Lorenzo 0:0                                                 |

### Apertura 10
| Mecz |
| --- |
| Club Guaraní - Sportivo San Lorenzo 0:1 Hugo Morel 36                                                                         |
| Sportivo Luqueño - Cerro Porteño 1:4 Agustin Amarilla 84 - Edgar Baez 71, Javier Espinola 77, Jorge Campos 79, 90             |
| Club Olimpia - Universal Encarnación 4:1 M. Chavez 18s, Walter Avalos 28, Richard Baez 38, Gabriel Gonzalez 65 - M. Chavez 70 |
| Atlético Colegiales - Club Sol de América 0:2 Juan Gomez 15, Roland Gaona 89                                                  |
| Cerro Corá Asunción - 12 de Octubre Itaugua 2:1 Maximo Gimenez 72 pk, 78 - Elvis Marecos 68                                   |

### Apertura 11
| Mecze |
| --- |
| Sportivo San Lorenzo - Sportivo Luqueño 1:1 Juan Peralta 82 - Osvaldo Duarte 54                                          |
| Cerro Corá Asunción - Club Olimpia 1:2 Angel Sosa 66 - Richart Báez 40, Víctor Quintana 42                               |
| 12 de Octubre Itaugua - Cerro Porteño 1:0 Néstor Cáceres 12                                                              |
| Universal Encarnación - Atlético Colegiales 0:3 Silvio Velázquez 59, 76 Aníbal Arce 80                                   |
| Club Sol de América - Club Guaraní 3:3 Juan Gómez 5, Fabián Caballero 40, 66 - Néstor Espinoza 15, 84, Miguel Cáceres 85 |

### Apertura 12
| Data         | Mecz |
| ------------ | --- |
| 24 maja 2000 | Club Olimpia - 12 de Octubre Itaugua 5:1 R. Báez 33, 53, 56, F. Esteche 62, G. González 80 - L. Torres 57   |
| 24 maja 2000 | Atlético Colegiales - Cerro Corá Asunción 2:1 Víctor H. Ortiz 16, Enrique Saucedo 39 - Angel Sosa 48        |
| 25 maja 2000 | Club Guaraní - Universal Encarnación 1:0 Miguel Cáceres 12                                                  |
| 25 maja 2000 | Sportivo Luqueño - Club Sol de América 2:1 Carlos Estigarribia 5, Alfredo Amarilla 37 - Fabián Caballero 16 |
| 25 maja 2000 | Cerro Porteño - Sportivo San Lorenzo 2:0 H. Jazmín 32, O. Cohener 79                                        |

### Apertura 13
| Data         | Mecz                                                  |
| ------------ | ----------------------------------------------------- |
| 27 maja 2000 | Atlético Colegiales - Club Olimpia 0:1 F. Esteche 19k |
| 28 maja 2000 | Club Sol de América - Cerro Porteño 1:0 S. Garay 71   |
| 28 maja 2000 | 12 de Octubre Itaugua - Sportivo San Lorenzo 2:1      |
| 28 maja 2000 | Universal Encarnación - Sportivo Luqueño 3:4          |
| 28 maja 2000 | Cerro Corá Asunción - Club Guaraní 0:0                |

### Apertura 14
| Data         | Mecz |
| ------------ | --- |
| 28 maja 2000 | Sportivo San Lorenzo - Club Sol de América 0:1 R. Martínez 85                                                                    |
| 28 maja 2000 | Atlético Colegiales - 12 de Octubre Itaugua 1:2 Enrique Saucedo - Néstor Cáceres 46, Luis Torres 56                              |
| 28 maja 2000 | Club Guaraní - Club Olimpia 2:3 F. Esteche 44, C. González 55, R. Báez 73 - S. Alcaraz 45, E. Brítez 76                          |
| 28 maja 2000 | Cerro Porteño - Universal Encarnación 2:1 Virgilio Ferreira 31, 86 - Ricardo Troche 61                                           |
| 28 maja 2000 | Sportivo Luqueño - Cerro Corá Asunción 4:3 J. Paredes 30, 77, A. Amarilla 57, M. Acosta 81 - D. Santa Cruz 8, J. González 18, 59 |

### Apertura 15
| Data            | Mecz |
| --------------- | --- |
| 16 czerwca 2000 | 12 de Octubre Itaugua - Club Sol de América 2:0 D. González 37, Aniceto Rivas 48                        |
| 18 czerwca 2000 | Club Olimpia - Sportivo Luqueño 2:2 R. Báez 43, H. Da Silva 75 - C. Estigarribia 45, N. Duarte 52       |
| 18 czerwca 2000 | Universal Encarnación - Sportivo San Lorenzo 1:2 Elvio Sandoval 70 - Edgar Robles 14, Oscar Sanabria 82 |
| 18 czerwca 2000 | Cerro Porteño - Cerro Corá Asunciónora 0:1 J. González 50                                               |
| 18 czerwca 2000 | Atlético Colegiales - Club Guaraní 0:3 Harles Bourdier 29, Miguel Cáceres 69, Néstor Espinoza 89        |

### Apertura 16
| Data            | Mecz |
| --------------- | --- |
| 18 czerwca 2000 | Club Guaraní - 12 de Octubre Itaugua 1:0 ?                                                                                                 |
| 18 czerwca 2000 | Sportivo Luqueño - Atlético Colegiales 1:0 J. Paredes 31                                                                                   |
| 18 czerwca 2000 | Sportivo San Lorenzo - Cerro Corá Asunciónora 1:1 Julio Colmán 5 - Diego Santa Cruz 31                                                     |
| 18 czerwca 2000 | Club Sol de América - Universal Encarnación 4:2 Juan José Gómez 28, Fabián Caballero 45, 62, Cristhian Esquivel 87 - Ricardo Troche 69, 70 |
| 18 czerwca 2000 | Cerro Porteño - Club Olimpia 2:0 Virgilio Ferreira 16, Jorge Campos 28                                                                     |

### Apertura 17
| Data            | Mecz                                                                             |
| --------------- | -------------------------------------------------------------------------------- |
| 18 czerwca 2000 | Club Olimpia - Sportivo San Lorenzo 0:2 Edgar Robles 37, Juan Esteban Peralta 39 |
| 18 czerwca 2000 | Club Guaraní - Sportivo Luqueño 2:1 Héctor López 24, V. Avalos 88 - I. Candia 54 |
| 18 czerwca 2000 | Atlético Colegiales - Cerro Porteñoorteno 2:0 S. Velázquez 13, E. Saucedo 46     |
| 18 czerwca 2000 | Cerro Corá Asunciónora - Club Sol de América 0:0                                 |
| 18 czerwca 2000 | 12 de Octubre Itaugua - Universal Encarnación 2:0 R. Arviniagalde 45, 51         |

### Apertura 18
| Data          | Mecz |
| ------------- | --- |
| 9 lipca 2000  | Sportivo Luqueño - 12 de Octubre Itaugua 1:1 C. Villagra 10 - N. Cáceres 26                                                   |
| 9 lipca 2000  | Cerro Porteño Presidente Franco - Club Guaraní 2:0 Juan Manuel Sara 45, Virgilio Ferreira 50                                  |
| 9 lipca 2000  | Club Sol de América - Club Olimpia 1:1 Fabián Caballero 70 - Gilberto Palacios 63                                             |
| 9 lipca 2000  | Sportivo San Lorenzo - Atlético Colegiales 2:0 Aristides Masi 8p, Gustavo Funes 67                                            |
| 17 lipca 2000 | Universal Encarnación - Cerro Corá Asunciónora 3:1 Jorge Fernández 49, Miguel Chamorro 70, Fernando Monges 77 - Kevin Díaz 44 |

### Tabela końcowa Apertura 2000
| Poz | Klub                  | Mecze | Zw | Rem | Por | Pkt | BrZd | BrStr |
| --- | --------------------- | ----- | -- | --- | --- | --- | ---- | ----- |
| 1   | Club Olimpia          | 18    | 11 | 5   | 2   | 38  | 38   | 20    |
| 2   | Club Sol de América   | 18    | 9  | 5   | 4   | 32  | 27   | 21    |
| 3   | Club Guaraní          | 18    | 9  | 5   | 4   | 32  | 28   | 16    |
| 4   | 12 de Octubre Itaugua | 18    | 8  | 3   | 7   | 27  | 21   | 22    |
| 5   | Sportivo San Lorenzo  | 18    | 7  | 6   | 5   | 27  | 18   | 16    |
| 6   | Cerro Porteño         | 18    | 7  | 5   | 6   | 26  | 22   | 17    |
| 7   | Sportivo Luqueño      | 18    | 6  | 5   | 7   | 23  | 25   | 31    |
| 8   | Atlético Colegiales   | 18    | 6  | 2   | 10  | 20  | 20   | 25    |
| 9   | Cerro Corá Asunción   | 18    | 4  | 4   | 10  | 16  | 17   | 27    |
| 10  | Universal Encarnación | 18    | 2  | 2   | 14  | 8   | 20   | 41    |

## Torneo Clausura 2000

### Clausura 1
| Data          | Mecz                                            |
| ------------- | ----------------------------------------------- |
| 29 lipca 2000 | Sportivo San Lorenzo - Club Olimpia 0:3         |
| 30 lipca 2000 | Atlético Colegiales - 12 de Octubre Itaugua 1:1 |
| 30 lipca 2000 | Club Guaraní - Club Sol de América 2:1          |
| 30 lipca 2000 | Universal Encarnación - Cerro Corá Asunción 1:1 |
| 30 lipca 2000 | Sportivo Luqueño - Cerro Porteño 0:0            |

### Clausura 2
| Data            | Mecz                                            |
| --------------- | ----------------------------------------------- |
| 5 sierpnia 2000 | Cerro Porteño - Atlético Colegiales 1:1         |
| 6 sierpnia 2000 | Universal Encarnación - Club Guaraní 0:0        |
| 6 sierpnia 2000 | Cerro Corá Asunción - Sportivo San Lorenzo 2:0  |
| 6 sierpnia 2000 | 12 de Octubre Itaugua - Club Sol de América 1:1 |
| 6 sierpnia 2000 | Club Olimpia - Sportivo Luqueño 5:1             |

### Clausura 3
| Data             | Mecz                                             |
| ---------------- | ------------------------------------------------ |
| 19 sierpnia 2000 | Club Sol de América - Cerro Porteño 1:1          |
| 19 sierpnia 2000 | Atlético Colegiales - Club Olimpia 0:2           |
| 20 sierpnia 2000 | Sportivo San Lorenzo - Universal Encarnación 3:2 |
| 20 sierpnia 2000 | Club Guaraní - 12 de Octubre Itaugua 0:0         |
| 20 sierpnia 2000 | Sportivo Luqueño - Cerro Corá Asunción 1:2       |

### Clausura 4
| Data             | Mecz                                          |
| ---------------- | --------------------------------------------- |
| 26 sierpnia 2000 | Sportivo San Lorenzo - Club Guaraní 2:3       |
| 26 sierpnia 2000 | Cerro Porteño - 12 de Octubre Itaugua 1:1     |
| 27 sierpnia 2000 | Cerro Corá Asunción - Atlético Colegiales 1:1 |
| 27 sierpnia 2000 | Universal Encarnación - Sportivo Luqueño 2:1  |
| 27 sierpnia 2000 | Club Olimpia - Club Sol de América 1:1        |

### Clausura 5
| Data            | Mecz                                            |
| --------------- | ----------------------------------------------- |
| 1 września 2000 | Club Sol de América - Cerro Corá Asunción 1:1   |
| 3 września 2000 | Atlético Colegiales - Universal Encarnación 1:0 |
| 3 września 2000 | 12 de Octubre Itaugua - Club Olimpia 2:0        |
| 3 września 2000 | Sportivo Luqueño - Sportivo San Lorenzo 0:2     |
| 3 września 2000 | Club Guaraní - Cerro Porteño 2:1                |

### Clausura 6
| Data             | Mecz                                            |
| ---------------- | ----------------------------------------------- |
| 9 września 2000  | Club Olimpia - Cerro Porteño 0:0                |
| 10 września 2000 | Cerro Corá Asunción - 12 de Octubre Itaugua 0:0 |
| 10 września 2000 | Sportivo Luqueño - Club Guaraní 0:0             |
| 10 września 2000 | Universal Encarnación - Club Sol de América 1:2 |
| 10 września 2000 | Sportivo San Lorenzo - Atlético Colegiales 0:1  |

### Clausura 7
| Data                 | Mecz                                              |
| -------------------- | ------------------------------------------------- |
| 16 września 2000     | Club Guaraní - Club Olimpia 0:0                   |
| 17 października 2000 | 12 de Octubre Itaugua - Universal Encarnación 3:0 |
| 17 października 2000 | Atlético Colegiales - Sportivo Luqueño 3:1        |
| 17 października 2000 | Club Sol de América - Sportivo San Lorenzo 1:2    |
| 17 października 2000 | Cerro Porteño - Cerro Corá Asunción 2:0           |

### Clausura 8
| Data             | Mecz                                             |
| ---------------- | ------------------------------------------------ |
| 23 września 2000 | Cerro Corá Asunción - Club Olimpia 1:2           |
| 24 września 2000 | Sportivo Luqueño - Club Sol de América 1:1       |
| 24 września 2000 | Atlético Colegiales - Club Guaraní 1:1           |
| 24 września 2000 | Sportivo San Lorenzo - 12 de Octubre Itaugua 2:2 |
| 24 września 2000 | Universal Encarnación - Cerro Porteño 2:5        |

### Clausura 9
| Data             | Mecz                                          |
| ---------------- | --------------------------------------------- |
| 28 września 2000 | Cerro Porteño - Sportivo San Lorenzo 4:2      |
| 28 września 2000 | Club Guaraní - Cerro Corá Asunción 0:1        |
| 28 września 2000 | Club Olimpia - Universal Encarnación 1:1      |
| 29 września 2000 | Club Sol de América - Atlético Colegiales 2:0 |
| 29 września 2000 | 12 de Octubre Itaugua - Sportivo Luqueño 4:3  |

### Tabela fazy ligowej Clausura 2000
| Poz | Klub                  | Mecze | Zw | Rem | Por | Pkt | BrZd | BrStr |
| --- | --------------------- | ----- | -- | --- | --- | --- | ---- | ----- |
| 1   | Club Olimpia          | 9     | 4  | 4   | 1   | 16  | 14   | 6     |
| 2   | 12 de Octubre Itaugua | 9     | 3  | 6   | 0   | 15  | 14   | 8     |
| 3   | Cerro Porteño         | 9     | 3  | 5   | 1   | 14  | 16   | 10    |
| 4   | Club Guaraní          | 9     | 3  | 5   | 1   | 14  | 8    | 6     |
| 5   | Cerro Corá Asunción   | 9     | 3  | 4   | 2   | 13  | 9    | 8     |
| 6   | Atlético Colegiales   | 9     | 3  | 4   | 2   | 13  | 9    | 9     |
| 7   | Club Sol de América   | 9     | 2  | 5   | 2   | 11  | 11   | 10    |
| 8   | Sportivo San Lorenzo  | 9     | 3  | 1   | 5   | 10  | 13   | 18    |
| 9   | Universal Encarnación | 9     | 1  | 3   | 5   | 6   | 9    | 17    |
| 10  | Sportivo Luqueño      | 9     | 0  | 3   | 6   | 3   | 8    | 19    |

Przed fazą grupową każdy z klubów otrzymał dodatkowe bonusy w zależności od zajętej pozycji w tabeli ligowej: Club Olimpia - 3 pkt, 12 de Octubre Itaugua - 2,5 pkt, Cerro Porteño - 2 pkt, Club Guaraní - 1,5 pkt, Cerro Corá Asunción - 1 pkt, Atlético Colegiales 0,5 pkt

### Faza grupowa 1
| Data                 | Mecz                                            |
| -------------------- | ----------------------------------------------- |
| 13 października 2000 | Club Olimpia - Sportivo San Lorenzo 3:0         |
| 16 października 2000 | Atlético Colegiales - Club Guaraní 1:0          |
| 16 października 2000 | 12 de Octubre Itaugua - Club Sol de América 1:0 |
| 16 października 2000 | Cerro Porteño - Cerro Corá Asunción 5:1         |

### Faza grupowa 2
| Data                 | Mecz                                            |
| -------------------- | ----------------------------------------------- |
| 21 października 2000 | Club Guaraní - Club Olimpia 0:3                 |
| 21 października 2000 | Sportivo San Lorenzo - Atlético Colegiales 2:0  |
| 22 października 2000 | Cerro Corá Asunción - 12 de Octubre Itaugua 0:1 |
| 22 października 2000 | Club Sol de América - Cerro Porteño 2:4         |

### Faza grupowa 3
| Data                 | Mecz                                          |
| -------------------- | --------------------------------------------- |
| 25 października 2000 | Club Olimpia - Atlético Colegiales 2:0        |
| 25 października 2000 | Club Guaraní - Sportivo San Lorenzo 2:0       |
| 26 października 2000 | 12 de Octubre Itaugua - Cerro Porteño 0:4     |
| 26 października 2000 | Cerro Corá Asunción - Club Sol de América 3:3 |

### Faza grupowa 4
| Data                 | Mecz                                            |
| -------------------- | ----------------------------------------------- |
| 26 października 2000 | Sportivo San Lorenzo - Club Olimpia 0:3         |
| 26 października 2000 | Club Guaraní - Atlético Colegiales 0:0          |
| 26 października 2000 | Club Sol de América - 12 de Octubre Itaugua 2:3 |
| 26 października 2000 | Cerro Corá Asunción - Cerro Porteño 0:7         |

### Faza grupowa 5
| Data             | Mecz                                            |
| ---------------- | ----------------------------------------------- |
| 3 listopada 2000 | Cerro Porteño - Club Sol de América 1:1         |
| 5 listopada 2000 | Atlético Colegiales - Sportivo San Lorenzo 3:3  |
| 5 listopada 2000 | Club Olimpia - Club Guaraní 0:2                 |
| 5 listopada 2000 | 12 de Octubre Itaugua - Cerro Corá Asunción 1:0 |

### Faza grupowa 6
| Data              | Mecz                                          |
| ----------------- | --------------------------------------------- |
| 9 listopada 2000  | Cerro Porteño - 12 de Octubre Itaugua 4:1     |
| 9 listopada 2000  | Club Sol de América - Cerro Corá Asunción 3:1 |
| 10 listopada 2000 | Atlético Colegiales - Club Olimpia 1:2        |
| 10 listopada 2000 | Sportivo San Lorenzo - Club Guaraní 1:3       |

### Tabele fazy grupowej
Do liczby zdobytych punktów doliczono bonusy otrzymane w fazie ligowej turnieju Clausura.
| Poz | Klub                 | Mecze | Zw | Rem | Por | Pkt  | BrZd | BrStr |
| --- | -------------------- | ----- | -- | --- | --- | ---- | ---- | ----- |
| 1   | Club Olimpia         | 6     | 5  | 0   | 1   | 18   | 13   | 3     |
| 2   | Club Guaraní         | 6     | 3  | 1   | 2   | 11,5 | 7    | 5     |
| 3   | Atlético Colegiales  | 6     | 1  | 2   | 3   | 5,5  | 5    | 9     |
| 4   | Sportivo San Lorenzo | 6     | 1  | 1   | 4   | 4    | 6    | 14    |

| Poz | Klub                  | Mecze | Zw | Rem | Por | Pkt  | BrZd | BrStr |
| --- | --------------------- | ----- | -- | --- | --- | ---- | ---- | ----- |
| 1   | Cerro Porteño         | 6     | 5  | 1   | 0   | 18   | 25   | 5     |
| 2   | 12 de Octubre Itaugua | 6     | 4  | 0   | 2   | 14,5 | 7    | 10    |
| 3   | Club Sol de América   | 6     | 1  | 2   | 3   | 5    | 11   | 13    |
| 4   | Cerro Corá Asunción   | 6     | 0  | 1   | 5   | 2    | 5    | 20    |

### 1/2 finału
| Data              | Mecz |
| ----------------- | --- |
| 18 listopada 2000 | Club Olimpia - 12 de Octubre Itaugua 2:2, karne 3:1 Félix Torres 61, Luis Monzón 89 - Néstor Cáceres 14, Aniceto Rivas 17 |
| 19 listopada 2000 | Cerro Porteño - Club Guaraní 1:2 Jorge Campos 46 - Néstor Isasi 13, Néstor Espinoza 88                                    |

### Finał
| Data              | Mecz |
| ----------------- | --- |
| 28 listopada 2000 | Club Olimpia - Club Guaraní 1:0 Gustavo Badell 30 mecz miał być rozegrany 26 listopada, ale został przesunięty z powodu wypadku samochodowego, w którym zginął obrońca klubu Club Guaraní Mariano Villamayor, a dwaj inni gracze tego klubu, Miguel Portillo i Raul Arviniagaldez, zostali ciężko ranni. |
| 3 grudnia 2000    | Club Guaraní - Club Olimpia 1:3 Julio González Ferreira 3k - Orlando Maturana 37, 54, Raúl Otero 49 |

## Campeonato Paraguay 2000
Klub Club Olimpia jako zwycięzca turniejów Apertura i Clausura został mistrzem Paragwaju. O tytuł wicemistrza Paragwaju stoczyły walkę wicemistrz turnieju Apertura Club Sol de América z wicemistrzem turnieju Clausura Club Guaraní.
| Data            | Mecz                                                                                             |
| --------------- | ------------------------------------------------------------------------------------------------ |
| 7 grudnia 2000  | Club Sol de América - Club Guaraní 3:1 Roganovich 1, Centurión 36, Esquivel 50 - Morinigo 38     |
| 10 grudnia 2000 | Club Guaraní - Club Sol de América 4:1 Fernández 65, Morinigo 85, González 91, 93 - Centurión 89 |

Klub Club Guaraní został wicemistrzem Paragwaju i jako drugi klub obok mistrza zapewnił sobie udział w Copa Libertadores 2001. Trzeci klub mający uzyskać prawo gry w tym turnieju wyłonić miał turniej Cuadrangular.
Do drugiej ligi spadł klub Universal Encarnación, a na jego miejsce awansował Club Libertad.

## Torneo Cuadrangular
Celem turnieju było wyłonienie trzeciego klubu z Paragwaju, który będzie miał prawo gry w Copa Libertadores 2001.
| Data            | Mecz                                             |
| --------------- | ------------------------------------------------ |
| 14 grudnia 2000 | Club Sol de América - 12 de Octubre Itaugua 3:2  |
| 14 grudnia 2000 | Cerro Porteño - Sportivo San Lorenzo 4:2         |
| 17 grudnia 2000 | Club Sol de América - Cerro Porteño 0:1          |
| 17 grudnia 2000 | 12 de Octubre Itaugua - Sportivo San Lorenzo 6:2 |
| 21 grudnia 2000 | 12 de Octubre Itaugua - Cerro Porteño 4:3        |
| 21 grudnia 2000 | Club Sol de América - Sportivo San Lorenzo 3:3   |

- Podane zostały najbardziej prawdopodobne daty meczów

| Poz | Klub                  | Mecze | Zw | Rem | Por | Pkt | BrZd | BrStr |
| --- | --------------------- | ----- | -- | --- | --- | --- | ---- | ----- |
| 1   | 12 de Octubre Itaugua | 3     | 2  | 0   | 1   | 6   | 12   | 8     |
| 2   | Cerro Porteño         | 3     | 2  | 0   | 1   | 6   | 8    | 6     |
| 3   | Club Sol de América   | 3     | 1  | 1   | 1   | 4   | 6    | 6     |
| 4   | Sportivo San Lorenzo  | 3     | 0  | 1   | 2   | 1   | 7    | 13    |

| Baraż wobec równej liczby punktów         |
| ----------------------------------------- |
| Cerro Porteño - 12 de Octubre Itaugua 4:2 |

Klub Cerro Porteño wygrał turniej Cuadrangular i jako trzeci klub zakwalifikował się do Copa Libertadores 2001.